# Yessongs
Yessongs es el primer álbum en vivo de la banda británica de rock progresivo Yes, editado en 1973 por Atlantic Records.

## Detalles
Originalmente editado como tres LP (posteriormente lanzado en dos discos compactos) documenta la gira de Close to the Edge, aunque incluye dos canciones del tour de Fragile. 
Las dos canciones de la gira de Fragile, que son "Perpetual Change" y "Long Distance Runaround/The Fish (Schindleria Praematurus)" son las únicas interpretaciones que incluyen al baterista original de la banda, Bill Bruford. 
En todas las demás quien acompaña a Yes es Alan White, puesto que Bruford abandonó la banda antes de esta gira. 
Además, fue sacado también para brindarle soporte a la carrera de solista de Rick Wakeman.
Este trabajo contiene una selección de temas a partir de The Yes Album (1971), por lo que también es considerado virtualmente como un álbum de grandes éxitos en vivo. 
Todos los integrantes de la banda tienen su "solo", a excepción de Jon Anderson y Alan White. 
Bill Bruford tiene su momento cerca del final de "Perpetual Change", Steve Howe en "Mood for a Day", Rick Wakeman interpreta un medley de partes tomadas de su disco debut como solista, The Six Wives of Henry VIII, y Chris Squire tiene su espacio en "The Fish (Schindleria Praematurus)".
Con respecto a las interpretaciones, si bien algunas son muy similares a las versiones de estudio, otras (como "Perpetual Change" o "Starship Trooper", por citar dos ejemplos) son superiores y revelan la potencia de la banda en sus actuaciones en vivo.

## Lista de canciones
Disco Uno
Lado A
1. "Opening (excerpt from "Firebird Suite")" (Stravinski) - 3:47
2. "Siberian Khatru" (Anderson, Howe, Wakeman) - 9:03
3. "Heart of the Sunrise" (Anderson, Bruford, Squire) - 11:33

Lado B
1. "Perpetual Change" (Anderson, Squire) - 14:11
2. "And You and I: Cord of Life/Eclipse/The Preacher the Teacher/Apocalypse" (Anderson, Bruford, Howe, Squire) - 9:33

Disco Dos
Lado A
1. "Mood for a Day" (Howe) - 2:53
2. "Excerpts from "The Six Wives of Henry VIII" " (Wakeman) - 6:37
3. "Roundabout" (Anderson, Howe) - 8:33

Lado B
1. "I've Seen All Good People: Your Move/All Good People" (Anderson, Squire) - 7:00
2. "Long Distance Runaround/The Fish (Schindleria praematurus)"[2] (Anderson, Squire) - 13:45

Disco Tres
Lado A
1. "Close to the Edge: The Solid Time of Change/Total Mass Retain/I Get up I Get Down/Seasons of Man" (Anderson, Howe) - 18:13

Lado B
1. "Yours Is No Disgrace" (Anderson, Bruford, Howe, Kaye, Squire) - 14:23
2. "Starship Trooper: Life Seeker/Disillusion/Würm" (Anderson, Howe, Squire) - 10:18

## Personal
- Jon Anderson: Voz
- Steve Howe: Guitarra
- Chris Squire: Bajo
- Rick Wakeman: Teclados
- Bill Bruford: Batería (Perpetual change, Long distance runaround, The fish)
- Alan White: Batería (Todas las demás canciones)